# Cardiacs
Cardiacs foi uma banda fundada em Londres, Inglaterra em 1977. Originalmente chamada de Cardiac Arrest, foi liderada pelo guitarrista e vocalista Tim Smith. Notada pela complexidade, variação e intensidade em seu estilo de composição e por suas excêntricas performances teatrais, eles influenciaram uma grande gama de bandas como Blur, Faith No More e Radiohead.
Ao todo, os Cardiacs lançaram oito álbums de estúdio, além álbums ao vivo, coletâneas e singles entre 1980 e 2007, e seu grande sucesso foi o hit single de 1988 "Is This the Life?". Eles também eram conhecidos por serem uma banda crítica: eles permaneceram como uma das grandes bandas com status de cult durante quase quatro décadas, mas também faziam virulentos ataques críticos (incluindo um longo editorial banido pela revista musical britânica New Musical Express).

## História

### Estilo musical e lírico
Não somos uma banda de rock progressivo, bandas de rock progressivo usualmente tendem a ter um estilo particular, como sempre individual as bandas aparentam. Ali tem um sabor e um sabor caracteristicamente progressivo. Nós somos uma banda pop... Nós somos uns punks de nada. Deus proibiu se alguém fizesse isso e somos uma louca fusão de punk e progressivo. Se uma palavra é necessária, então eu deveria usar "psicodélico" para todas as coisas.

Tim Smith
A música dos Cardiacs é notada por contrabalancear a agressividade e a energia crua do punk rock com a pureza e técnica musical das bandas antigas britânicas do rock progressivo. A banda também incorporou elementos de outras formas musicais como o ska, música medieval, música folk, heavy metal e hinos. The music magazine Organ once commented that "one Cardiacs song contains more ideas than most other musicians' entire careers."
A variada combinação de estilos na música da banda às vezes era referido como "punk progressivo" – ou "pronk" – sendo os Cardiacs os pioneiros nesse estilo. Tim Smith rejeita o termo, e prefere a descrição "rock psicodélico" ou simplesmente "pop". Músicos de outras bandas que os Cardiacs sempre citam como influência: Frank Zappa, XTC, Van der Graaf Generator, Gong,  Split Enz, Gentle Giant, Alberto Y Los Trios Paranoias, Genesis (do início), Deaf School e Wire. Smith has stated, "I don’t know what influences us really, I wouldn’t say that we are influenced by any actual bands in particular". Tim Smith has denied that Gentle Giant was an influence on the band, but Sarah Smith says that they were.

Pensar sobre o que a música pop é, e onde isso pode ser feito, as coisas sempre mudam de forma ridícula. Tudo que é pop é ridículo e fantástico. É como dizer que você não pode fazer qualquer coisa que você quiser com isso, quando vê isso na história?

Tim Smith
Formações antigas da banda consistiam em sextetos e octetos usando extensivo uso de saxofones, percussão e teclados. A partir de 1991, a banda tinha um quarteto centrado em duas guitarras (mantendo partes das sequencias de teclado e percussão em tape). Vocalmente, os Cardiacs usam um distintivo estilo de canto centrado em Tim Smith como vocalista principal (um vocal agudo com um forte estilo punk e pronuncia típica inglesa) e sessões de coral (variando ao falsete) envolvendo alguns ou todos da banda. O estilo de vocal de Tim Smith é descrito pelos críticos musicais como 'skittish', é bem comentado que que seu vocal parece com o jeito de falar. A música da banda é escrita quase inteiramente por Tim Smith, com algumas contribuições dos outros membros da banda.
Smith também é o responsável pela maioria das letras da banda, que são escritas em uma forma criptografada de inglês, alternadamente poética ou nonsense. Ele geralmente se nega a discutir o conteúdo das letras, preferindo deixar as palavras e suas inspirações místicas para a interpretação dos fãs. Smith às vezes também usa recortes de textos, incluindo desenhos líricos de escritores como William Blake, Charles Kingsley, William Shakespeare e T.S. Eliot e o poeta irlandês do século XVIII George Darley. Fans também apontam referências de filmes The Night of the Hunter e  Eraserhead nas letras de Smith e nos videoclipes.

### Estilo de performance
Em questão de performance, os Cardiacs geralmente rejeitam (ou ocasionalmente parodiam) a postura clássica das estrelas do rock. Os shows da banda eram descrito por eles mesmos como "pantomima surrealista terapêutica", comparado ao teatro do absurdo e rotulado como "não tão teatralmente excêntrico como completamente fodamente neurótico". Durante suas performances, Tim Smith irava-se, agindo de maneira infantil e bizarra emocionalmente. Durante a década de 1980, a banda aperfeiçoou uma detalhada encenação envolvendo surrados trajes de ascensorista, maquiagens de palhaço propositadamente mal-feitas, comportamento de bullying da parte de Tim Smith aos outros companheiros de banda (predominantemente ao seu irmão e baixista Jim Smith), e uma final apresentação com champanhe, flores e confete, por parte de sua então esposa e saxofonista Miss Sarah Smith, dando lugar a "uma varredura eufórico de saxofone e teclados que não pareceria fora de lugar em um comercial de cigarros dos anos 70." Durante os anos 1990, parte dos elementos teatrais dos shows foi alterada. Os uniformes de ascensorista foram trocados por ternos formais, embora certos rituais (incluindo os maneirismos infantis agressivos de Smith) foram mantidos.

### O ataque cardíaco de Tim Smith e a paralisação dos trabalhos
No final de junho do ano de 2008, Tim Smith foi vítima de um ataque cardíaco após sair de um concerto de My Bloody Valentine. Enquanto esteve no hospital, ele sofreu uma segunda parada que o deixou em séria condição de debilitação. Todas as atividades dos Cardiacs (incluindo o inacabado álbum, provisionalmente intitulado "LSD") foram imediatamente suspensas até segunda ordem. Um ano de silêncio se seguiu durante a recuperação em particular de Smith. Em junho de 2009 um pronunciamento foi publicado no site oficial dos Cardiacs, informando que após um ano de reabilitação, a mente de Tim Smith estava novamente em pleno funcionamento e que "sem a parte de seu favorito intelecto de popstar ou personalidade tinha achado melhor se manter em abstenção por tempo indeterminado." Agradecia aos fãs por tudo e fez constar o intersse de Smith em retornar a tocar com os Cardiacs quando sua reabilitação estiver completa. No entanto, afirmou que sua reabilitação tinha ainda um longo processo; e em agosto de 2010, Kavus Torabi afirmou em uma entrevista via podcast que os Cardiacs nunca mais tocariam ao vivo novamente. Até hoje, Smith continua hospitalizado em um centro de reabilitação neurológica em Wiltshire.

### Legado
Enquanto o status crítico dos Cardiacs é descontroladamente misto (a banda tende a atrair respostas extremamente positivas da crítica, enquanto outros violentamente os condenam ao ponto de párias), os Cardiacs são renomados pelo seu estilo único de performance e composição, e por seu lirismo oculto, filosófico e abstrato nas letras, fazendo-os uma banda única, complexa e inovadora, com todas suas venturas musicais durante sua carreira. Tim Smith regularmente atraia muitos elogios: Ele era descrito pela imprensa musical como o "Mozart" ou o "Beethoven" do rock pela suas complexas e inovadoras habilidades de composição, era tido como um gênio (embora, por vezes, era tido como um "desequilibrado"). O jogador de snooker Steve Davis era um grande fã da banda e assistiu muitos de seus shows ao vivo.
Cardiacs tiveram uma profunda influência em vários músicos durante três décadas, incluindo pioneiros dos estilos nu-metal e avant-garde metal. A banda também influenciou bandas de math rock como The Monsoon Bassoon e Battles. A banda era creditada por ter sido os inventores do "pronk" (punk progressivo).

Adoro quando uma celebridade está do nosso lado. Não é como se as suas opiniões são mais importantes do que qualquer outra pessoa, Somente gosto disso. Quem não gostaria? Imagine se uma grande celebridade que morou ao lado de sua casa e se ele dissesse que gostou dos seus chinelos, você diria isso a todos. Eu o faria.

Tim Smith
Músicos que citaram o trabalho de Tim Smith como grande influência incluem Mike Vennart do Oceansize, Mike Patton do Faith No More e Mr. Bungle, Tool, Korn e Thom Yorke do Radiohead. Durante os anos 1980, os Cardiacs tinham declarado influência por Frank Zappa, Genesis, It Bites e Ring. Durante os anos 1990, emergiram bandas e músicos que eram fãs dos Cardiacs, como Blur, Radiohead, Supergrass Shane Embury do Napalm Death, Steven Wilson do Porcupine Tree, The Scaramanga Six, The Monsoon Bassoon e The Wildhearts (que mais tarde fizeram uma homenagem pela canção "Tim Smith" no álbum de 2009' Chutzpah!). Recentemente, os Cardiacs vem influenciando uma nova geração de bandas underground como:  Rocketgoldstar, Little Trophy, The Display Team, Liberty Ships e Silvery.

## Membros

### Formação atual
- Tim Smith – vocais, guitarra, teclados, órgão, produção, etc. (1977–presente) (também conhecido como "Philip Pilf" nas gravações antigas do Cardiac Arrest)
- Jim Smith – baixo, vocal (1977–presente) (também conhecido como "Patty Pilf" nas gravações antigas do Cardiac Arrest)
- Kavus Torabi – guitarra, vocal (2003–presente)
- Bob Leith – bateria (1994–presente)
- Melanie Woods – percussão e backing vocals (2004–presente)
- Cathy Harabaras – percussão e backing vocals (2004–presente)

### Ex-membros
- Ralph Cade - saxofone (1978–1979) (também conhecido como "Raphel Cadd" nas gravações antigas do Cardiac Arrest)
- Mark Cawthra – bateria e vocal (1980–1982), teclados e vocal (1982–1983) (a.k.a. "Little Bobby Shattocks" nas gravações antigas do Cardiac Arrest)
- William D. Drake – teclados e vocal (1983–1990) (não foi substituído – todas as partes de teclado de junho de 1991 foram pré-gravadas)
- Sharron Fortnam (née Saddington) – vocais (1999–presente – aparece apenas nos concertos em que "Will Bleed Amen" é tocada) (também conhecida como "Sophie")
- Stephen Gilchrist – bateria (dezembro de 2004 – uma turnê de apoio The Wildhearts)
- Christian Hayes (também conhecido como "Bic") – guitarra, vocal (1989–1990)
- Marguerite Johnson – saxofone (1983–1984)
- Clare Lemmon – backing vocals, e vocal principal em "Dog Like Sparky" (2004–presente)
- Dominic Luckman – bateria (1983–1993)
- Colvin Mayers – teclado (1978–1982) (também conhecido como "Max Cat" nas gravações antigas do Cardiac Arrest)
- Jon Poole – guitarra, teclado, vocal (1991–2003)
- Michael Pugh – vocal (1977–1980) (também conhecido como "Peter Boker" nas gravações antigas do Cardiac Arrest)
- Tim Quy – percussão e baixo sintetizado (1980–1990)
- Graham Simmonds – guitarra (1983–1984)
- Sarah Smith – saxofone e vocal (1980–1989) (também tocou teclados em 1982 – continua como convidada nos álbums)
- Jo Spratley – vocal (1999) (em Guns, só no álbum)
- Dawn Staple – percussão (2004–2007)
- Peter Tagg – bateria (1977–1979) (também conhecido como "Mr. Richard Targett" nas gravações antigas do Cardiac Arrest)

## Discografia
- Demo demo cassette (1978) (como Cardiac Arrest)

### Álbuns de estúdio
- The Obvious Identity cassette álbum (1980) (como Cardiac Arrest)
- Toy World Cassette (1981)
- The Seaside (1st Version) Cassette (1984) ALPH 001
- Big Ship Mini LP (1986) ALPH 004
- A Little Man and a House and the Whole World Window LP/CD (1988) ALPH 007/TORSO CD060
- On Land and in the Sea LP/CD (1989) ALPH 012/TORSO CD120
- The Seaside (2nd Version) LP/CD (1990) ALPH 013
- Heaven Born and Ever Bright CD (1991) ALPH 017
- Sing to God CD (1996) ALPH 022 (Edição limitada, Disco Duplo), ALPH 023 (CD One), ALPH 024 (CD Two).
- Guns CD (1999) ALPH 027

### Singles e EPs
- A Bus for a Bus on the Bus 7" (1979) TOR 002 (como Cardiac Arrest)
- Seaside Treats 12" EP (1985) ALPH 002
- There's Too Many Irons in the Fire 12" (1987) ALPH 006
- Is This the Life? 7" and 12" (1988) ALPH 008/TORSO 70060
- Susannah's Still Alive 7" and 12" (1988) ALPH 009
- Night Tracks (The Janice Long Session) 12" EP (1988) SFNT 013
- Baby Heart Dirt 7" and 12" (1989) ALPH 011
- Day Is Gone 12" and CD Single (1991) ALPH 015
- Bellyeye CD Single (1995) ORGAN011
- Manhoo CD Single (1995) ALPH 025
- Odd Even CD Single (1995) ALPH 026
- Cardiacs/Camp Blackfoot CD Single (1998) ORG056
- Signs CD Single (1999) ALPH 028
- Ditzy Scene CD Single (2007) ORG419

### Compilações
- Archive Cardiacs Cassette/CD (1989) ALPH 000
- Songs for Ships and Irons LP/Cassette/CD (1991) ALPH 014
- Sampler CD (1995) ALPH 019
- Greatest Hits CD (2002) ALPH 029

### Álbuns ao vivo
- Rude Bootleg LP/Cassette/CD (1986) ALPH 005
- Cardiacs Live LP/CD (1988) ALPH 010
- All that Glitters is a Mares Nest CD (1995) ALPH 018
- The Special Garage Concerts Vol I CD (2005) ALPH CD030
- The Special Garage Concerts Vol II CD (2005) ALPH CD031

### VHS
- Seaside Treats (1985) JE 140
- Maresnest (1992) LFV 116

### DVD
- Maresnest (August 2013)

### Demais lançamentos relatados
- Mr and Mrs Smith and Mr Drake Cassette (1984) ALPH 003/CD Reissue (2004) AME CD004
- Appealing To Venus 7" (1991) ALPH 016
- The Sea Nymphs Cassette/CD (1992) ALPH 021
- Tim Smith's Extra Special OceanLandWorld CD (1995) ALPH 020
- Appealing To Venus CD Reissue (1998) ORGAN044
- Cardiacs and Affectionate Friends CD (2001) ORG228
- Leader Of The Starry Skies: A Tribute To Tim Smith, Songbook 1 CD (2010) BR003
- Leader of the Starry Skies - A Loyal Companion CD (2010) BR003